# Рамиз Црнишанин
Рамиз Црнишанин (Нови Пазар, 22. април 1925. – Нови Пазар, 28. јануар 2017) био је познати новопазарски адвокат и друштвено–политички радник. Бавио се и књижевним радом и остао запамћен као хроничар Новог Пазара. Оснивач је Санџачког интелектуалног круга (СИК), чији је био председник.

## Биографија
Рамиз Црнишанин рођен је 1925. године у Новом Пазару. Основну школу завршио је у родном граду, а правни факултет у Београду, где је и магистрирао. Професионално се бавио друштвено–политичким радом и адвокатуром, а осим тога и књижевним радом. Преминуо је јануара 2017. године у Новом Пазару. Сахрањен је на новопазарском гробљу Газилар. 

## Друштвено–политички и професионални рад
Рамиз Црнишанин био је познати друштвено–политички радник. На почетку професионалне каријере био је омладински руководилац у срезу и општини Нови Пазар. Касније долази на функцију председника општине и секретара Општинског комитета СКС у Новом Пазару. Затим постаје посланик Републичке и Савезне скупштине, члан Централног комитета СКС и заменик Савезног јавног правобраниоца. Пред крај радног века враћа се у Нови Пазар, где се од 1993. до 2002. године бави адвокатуром.
Од 1957. до 1977. године био је главни и одговорни уредник локалног листа „Братство“, а писао је за многе друге листове, између осталог и за „Борбу”. Објавио је више десетина чланака у стручним листовима и часописима и учествовао на бројним научним скуповима у земљи и иностранству. Писао је о Санџаку, његовом статусу, неопходној аутономији и јасно и доследно заступао своје политичке ставове до краја. Његови радови били су посвећени демократији, људским правима, правима Бошњака, правди и истини. Био је један од највећих санџачких интелектуалаца и признатих адвоката у земљи.

## Књижевни рад
Рамиз Црнишанин био је Оснивач је и председник Санџачког интелектуалног круга. Објавио је неколико књига, међу којима и неколико књига које представљају сведочанстава о граду и Санџаку током друге половине прошлог века.

### Објављена дела
- Тијесна чаршија (кратка проза, 1992)
- Приче из тијесне чаршије (кратка проза, 1995)
- Расправе (документи, полемике, чланци и предлози, 1999)
- Личности и догађања (2005)
- Санџак између Србије и Црне Горе (окументи и чланци, 2005)
- Казивања Хаџи Јонуза Хамзагића (2007)
- Чаршијске приче и анегдоте (кратка проза, 2009)
- Сјећања Јакупа Рахића
- Случај Хафизе Демировић

Године 2021. објављена је књига о животу и делу Рамиза Црнишанина Рамиз Црнишанин – Човјек и вријеме. Прилоге за књигу написали су Латинка Перовић, Сафет Банџовић, Шербо Растодер, Саит Качапор, Соња Бисерко, Сенад Ганић, Хивзо Голош, Фарук Диздаревић, Улвија Мушовић и Фирдус Хамзагић.